# Pauline Werner
Pauline Werner (* 1996 in Berlin) ist eine deutsche Schauspielerin.

## Leben
Pauline Werner absolvierte ihre Schauspielausbildung von 2016 bis 2020 an der Otto-Falckenberg-Schule in München. Während ihrer Ausbildung gastierte sie im November 2018 an den Münchner Kammerspielen in der Produktion Heaven in pity.
In der Spielzeit 2020/21 wurde Werner festes Ensemblemitglied am Theater Konstanz. Sie debütierte dort als Trudel Baumann in Jeder stirbt für sich allein, dem Eröffnungsstück der Intendanz von Karin Becker. Weitere Hauptrollen am Theater Konstanz waren unter anderem Hero in Viel Lärm um nichts und Kitty in einer Bühnenadaption von Anna Karenina. In der Spielzeit 2021/22 verkörperte sie „mit großem Körpereinsatz“ die Solorolle des kleinen Monsters im Familienstück Monsta.
Werner stand auch für einige Film- und Fernsehproduktionen vor der Kamera. Für ihre Rolle der Benn im Kurzspielfilm I Can Do It gewann sie 2019 bei der Juli-Ausgabe des Online-Festivals Five Continents International Film Festival den Preis als „Beste Nebendarstellerin in einem Kurzfilm“ (Best Supporting Actress Short Film).
Im Batic und Leitmayr-Tatort: Unklare Lage (2020) verkörperte sie in einer Nebenrolle die mutmaßliche Mittäterin Janja Rembeck, die am Ende erschossen wird, ohne dass aufgeklärt wird, ob sie wirklich schuldig ist. In der 3. Staffel der ZDF-Serie Blutige Anfänger (2022) übernahm sie eine Episodenhauptrolle als PFH-Bewerberin Melissa Bäcker. In der ZDF-„Herzkino“ Spielfilmreihe Nächste Ausfahrt Glück spielt Werner seit 2021 in den Rückblenden die kleine Rolle der jungen Katharina Wegener. In der Weihnachtsfolge der ZDF-Reihe Das Traumschiff (2023) spielte sie die in Afrika aufgewachsene Reiseleiterin Johanna Dreyer, die als Baby in der Klinik vertauscht wurde.
2023 spielte sie die Hauptrolle im Kinofilm Letzter Abend, der im Wettbewerb des International Film Festival Rotterdam Premiere hatte und beim Max Ophüls Preis ausgezeichnet wurde.
Im 22. Film der ARD-Fernsehreihe Praxis mit Meerblick, Geheimnisse (2024), war sie in der Nebenrolle der Fenja Fint, die sich in den früheren Drogendealer Laurin (Justus Czaja) verliebt, zu sehen. 2025 spielte sie in Das Traumschiff: Curaçao die Rolle des Crew-Mitglieds Liv Simonis.
Pauline Werner lebt in Berlin.

## Filmografie (Auswahl)
- 2018: I Can Do It (Kurzfilm)
- 2020: Tatort: Unklare Lage (Fernsehreihe)
- 2020: Freund oder Feind. Ein Krimi aus Passau (Fernsehfilm)
- 2021: Nächste Ausfahrt Glück – Juris Rückkehr (Fernsehreihe)
- 2021: Nächste Ausfahrt Glück – Beste Freundinnen (Fernsehreihe)
- 2022: Blutige Anfänger: Stirb zweimal (Fernsehserie)
- 2022: Nächste Ausfahrt Glück – Der richtige Vater (Fernsehreihe)
- 2022: Nächste Ausfahrt Glück – Song für die Freiheit (Fernsehreihe)
- 2022: In aller Freundschaft – Die jungen Ärzte: Neuland (Fernsehserie)
- 2023: Letzter Abend
- 2023: Nächste Ausfahrt Glück – Familienbesuch (Fernsehreihe)
- 2023: Nächste Ausfahrt Glück – Katharinas Entscheidung (Fernsehreihe)
- 2023: Das Traumschiff: Walvis Bay (Fernsehreihe)
- 2023: Sisi (Fernsehserie)
- 2024: Praxis mit Meerblick – Geheimnisse (Fernsehreihe)
- 2024: Nächste Ausfahrt Glück – Übers Ziel hinaus (Fernsehreihe)
- 2024: Nächste Ausfahrt Glück – Endlich ich (Fernsehreihe)
- 2024: Wolfsland (Fernsehserie, Folge Schwarzer Spiegel)
- 2025: Das Traumschiff: Curaçao (Fernsehreihe)